# Bão Vamco (2020)
Vamco (Tiếng Việt: Vàm Cỏ, được biết đến ở Philippines với tên gọi bão Ulysses và được Việt Nam định danh là bão số 13 năm 2020) là cơn bão mạnh cấp 4 đầu tiên trên khu vực giữa Biển Đông tính từ quần đảo Hoàng Sa kể từ bão Xangsane của năm 2006 đạt được cường độ này, trước đó đã đổ bộ vào Philippines có sức tàn phá lớn. Là cơn bão thứ 22 được đặt tên và là cơn bão cuồng phong thứ mười của mùa bão Thái Bình Dương 2020, Vamco có nguồn gốc là một áp thấp nhiệt đới phía tây bắc Palau, nơi nó từ từ tiếp tục đi theo hướng tây bắc cho đến khi đổ bộ vào Quezon. Cơn bão đe dọa Nam Trung Quốc và Việt Nam.
Đến ngày 14 tháng 11 năm 2020, chính phủ Philippines đã xác nhận 67 người chết và 12 người mất tích do bão. Một số cơ quan khác báo cáo lên đến 43 người chết, với ít nhất 20 người mất tích. Tại Việt Nam chưa có báo cáo thương vong nào.

## Lịch sử khí tượng
Vào ngày 8 tháng 11, Cơ quan Khí tượng Nhật Bản (JMA) bắt đầu theo dõi một áp thấp nhiệt đới mới ở phía bắc-tây bắc của Palau, cách đảo này 132 hải lý (244 km; 152 mi). Vào lúc 12:00 UTC cùng ngày, PAGASA tuyên bố hệ thống này là một áp thấp nhiệt đới bên trong Khu vực trách nhiệm của Philippines và đặt tên cho nó là Ulysses. Ngày hôm sau lúc 7:15 UTC, hệ thống mạnh lên thành bão nhiệt đới, được JMA đặt tên là Vamco, với Trung tâm cảnh báo bão liên hợp sau đó đưa ra cảnh báo đầu tiên trên hệ thống với tư cách là áp thấp nhiệt đới. Khi hệ thống này đi về gần phía nam Luzon, cả PAGASA và JMA đều nâng cấp Vamco thành một cơn bão nhiệt đới mạnh (severe tropical storm). Vamco sau đó đã được JMA nâng cấp lên trạng thái bão (typhoon) vào tháng 11 11, tiếp theo là JTWC và PAGASA ngay sau đó. Vào lúc 22:30 PHT (14:30 UTC), Vamco đổ bộ đầu tiên lên thị trấn đảo Patnanungan, Quezon. Sau đó, được bao quanh bởi các điều kiện thuận lợi cho đợt tăng cường, Vamco tiếp tục tăng cường sức mạnh và đạt cường độ cao nhất ban đầu, với sức gió duy trì trong 10 phút ở mức 130 km/h (81 mph), gió duy trì trong 1 phút là 176 km/h (109 mph) và áp suất 970 mbar, khiến Vamco trở thành cơn bão tương đương cấp 2 đỉnh cao. Lúc 23:20 PHT (15:20 UTC) và lúc 1:40 PHT của ngày hôm sau (17:40 UTC), Vamco đã thực hiện hai cuộc đổ bộ tiếp theo ở Quezon qua Burdeos (ở đảo Polillo) và General Nakar (ở vùng đảo Luzon). Sau đó, Vamco đã giảm xuống dưới cường độ bão trong đất liền. Lúc 00:00 UTC, Vamco đi vào Biển Đông. Bão rời CCHC lúc 01:30 UTC đồng thời PAGASA đã tuyên bố lại hệ thống này là một cơn bão. Vamco mạnh dần lên trên Biển Đông, trước khi mạnh lên nhanh chóng thành bão tương đương cấp 4 vào ngày 13 tháng 11.
Tại thời điểm 00:00 UTC ngày 14 tháng 11, bão Vamco nằm gần vị trí 15°42′B 111°24′Đ / 15,7°B 111,4°Đ, khoảng 238 hải lý (441 km; 274 mi) phía đông Đà Nẵng, Việt Nam. Sức gió duy trì tối đa trong 10 phút là 85 hải lý trên giờ (157 km/h; 98 mph), trong khi gió duy trì tối đa trong 1 phút là 115 hải lý trên giờ (213 km/h; 132 mph), với gió giật lên đến 120 hải lý trên giờ (220 km/h; 140 mph). Áp suất khí quyển trung tâm tối thiểu là 950 hPa (28,05 inHg), và bão đang di chuyển về phía tây với tốc độ 10 hải lý trên giờ (19 km/h; 12 mph).

## Chuẩn bị

### Philippines
Khi Vamco ban đầu được thành lập bên trong Khu vực Trách nhiệm của Philippines, PAGASA đã ngay lập tức bắt đầu phát các bản tin thời tiết khắc nghiệt để chuẩn bị cho cơn bão. Philippines gần đây đã bị ảnh hưởng bởi ba xoáy thuận nhiệt đới khác — bão Molave, bão Goni và bão nhiệt đới Etau — khiến đây là xoáy thuận nhiệt đới thứ tư tiếp cận Luzon trong tháng qua. Sau khi Goni làm hỏng trạm theo dõi thời tiết của PAGASA ở Catanduanes, một trong ba trạm duy nhất của nước này, việc theo dõi bão được thực hiện thủ công. PAGASA lần đầu tiên đưa ra tín hiệu gió xoáy thuận nhiệt đới vào ngày 9 tháng 11. Đến 23:00 giờ UTC ngày 10 tháng 11, PAGASA đã nâng tín hiệu gió Tín hiệu số 2 cho 17 tỉnh, bộ phận của 6 tỉnh, 2 hòn đảo và vùng thủ đô quốc gia, Metro Manila. Hội đồng Quản lý Giảm thiểu Rủi ro Thiên tai Quốc gia (NDRRMC), cũng bắt đầu gửi các cảnh báo khẩn cấp đến người dùng điện thoại di động về các đợt triều cường có thể xảy ra. NDRRMC sau đó đã sử dụng chính hệ thống này để cảnh báo công dân ở các khu vực thuộc Cảnh báo số 3.
Cư dân ở quần đảo Pollilo và miền Trung Luzon buộc phải sơ tán một ngày trước khi bão đổ bộ. 14.000 cư dân cũng phải sơ tán ở Camarines Norte. Khu vực Bicol, một trong những khu vực bị ảnh hưởng nặng nề nhất bởi Goni vào tháng trước, đã sơ tán 12.812 người trước cơn bão sắp tới. Hơn 2.071 hành khách bị mắc kẹt tại các cảng ở nhiều vùng của Luzon khi tình trạng biển trở nên tồi tệ. Hãng hàng không Philippine Airlines đã tạm dừng các chuyến bay do thời tiết khắc nghiệt do Vamco mang lại. Văn phòng Tổng thống Philippines đã đình chỉ công tác tại các văn phòng chính phủ và các lớp học ở các trường công lập ở 7 khu vực, bao gồm cả Vùng thủ đô quốc gia. 12 giờ trước khi cơn bão đổ bộ, PAGASA đã đưa ra cảnh báo Tín hiệu số 3 cho các khu vực sẽ bị ảnh hưởng bởi cơn bão khi đổ bộ vào đất liền, bao gồm toàn bộ miền Trung Luzon. Sau đó, Viện Núi lửa và Địa chấn Philippines đã đưa ra các cảnh báo nghiêm trọng đối với Núi lửa Mayon, Núi lửa Taal và Núi Pinatubo vài giờ trước khi bão đổ bộ.
Trước khi cơn bão đổ bộ, ít nhất 231.300 người đã được các đơn vị chính quyền địa phương sơ tán.

### Việt Nam
Vào ngày 13 tháng 11, ít nhất 135.000 gia đình và hộ gia đình đã được chính phủ sơ tán. Sáng 14/11, tất cả các chuyến bay tại 5 cảng hàng không Đà Nẵng, Chu Lai, Phú Bài, Đồng Hới và Vinh đã được lệnh tạm dừng, hoãn chuyến.
Sáng 14-11, tin từ UBND Thừa Thiên Huế cho biết do bão số 13 di chuyển nhanh hơn dự kiến nên tỉnh đã có thông báo mới cấm người dân ra đường từ 12h trưa 14/11 thay vì 16h tối cùng ngày như trước đó. Sở GD-ĐT tỉnh, Đại học Huế cũng đã có thông báo cho học sinh, sinh viên nghỉ học trong các ngày 14 và 15-11.
Sáng 14/11, Thủ tướng Nguyễn Xuân Phúc ra công điện về ứng phó khẩn cấp bão Vamco. Theo đó, các tỉnh từ Hà Tĩnh đến Quảng Ngãi rà soát, chuẩn bị sơ tán hơn 460.000 dân.

## Tác động

### Philippines

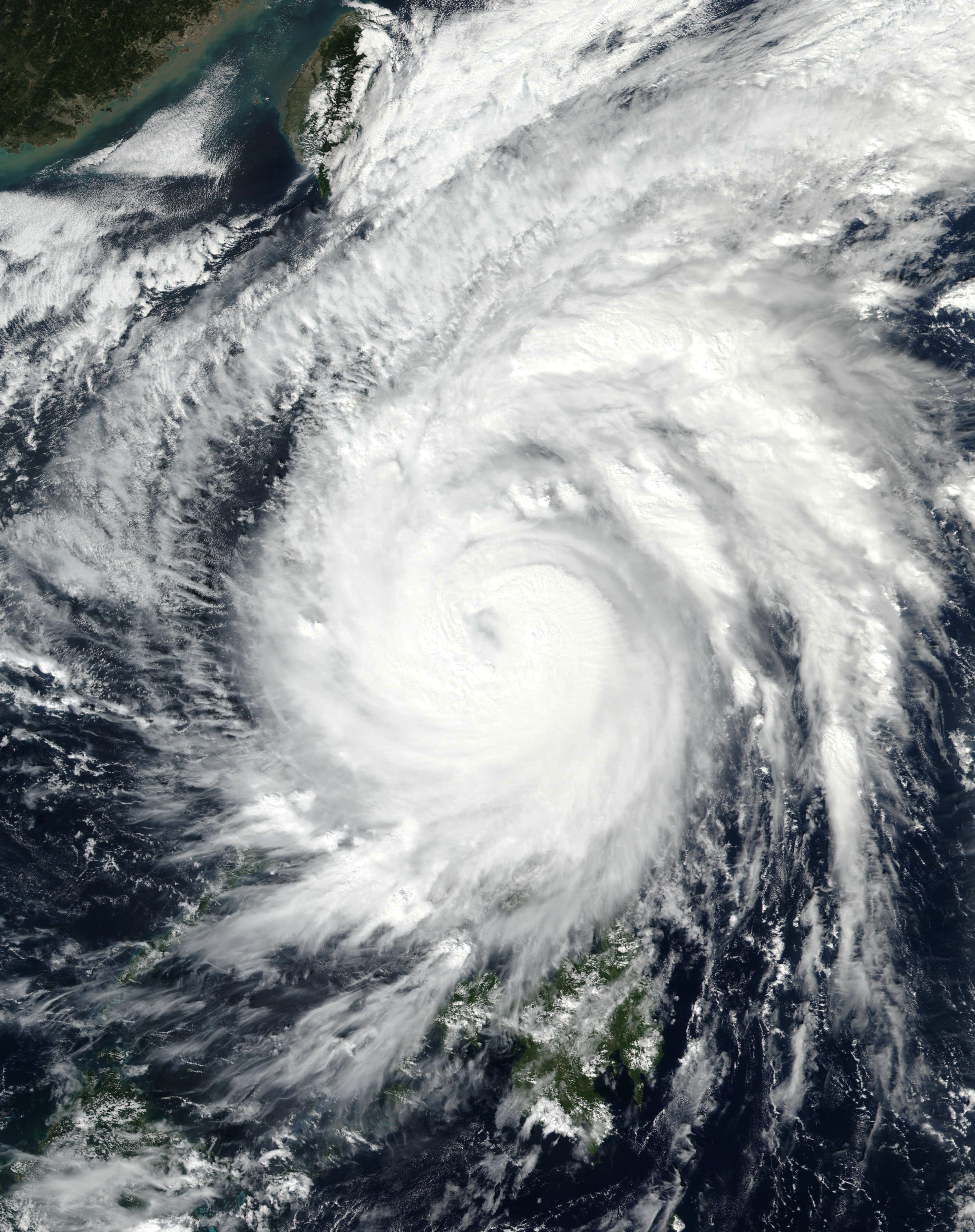
Bão Vamco khi sắp đổ bộ vào Philippines vào ngày 11/11/2020.

Ngay cả trước khi cơn bão đổ bộ, Catanduanes đã phải hứng chịu những trận mưa lớn, gây ra lũ lụt và lở đất. Nước lũ được ghi nhận đã lên tới mái của một số ngôi nhà ở Bagamanoc.
Một số khu vực ở Luzon, bao gồm cả Metro Manila, báo cáo rằng họ đã bị mất điện trước khi cơn bão đổ bộ.
Đường dây nóng khẩn cấp ở một số địa điểm không hoạt động vì hầu hết các số điện thoại khẩn cấp do các cơ quan quốc gia và chính quyền địa phương cung cấp là số điện thoại cố định, rất khó gọi từ điện thoại di động và hoàn toàn không thể truy cập được sau khi đường dây điện thoại ở các địa phương bị gián đoạn do bão. Đường dây điện thoại riêng của PAGASA đã gặp sự cố do sự cố kỹ thuật vào sáng ngày 12/11, sẽ hoạt động trở lại sau đó vài giờ. Phạm vi tin tức phát sóng đã giảm đáng kể so với các trận bão trong những năm trước do mạng truyền hình ABS-CBN bị đóng cửa, nơi có các văn phòng tin tức địa phương và tín hiệu mạnh ở các tỉnh xa Manila. Phương tiện truyền thông xã hội lấp đầy một số lỗ hổng thông tin, với một số người dân và thậm chí chính quyền địa phương coi nó như một đường dây nóng khẩn cấp trên thực tế.
Vào đầu giờ ngày 12 tháng 11, các quan chức chính quyền địa phương bắt đầu báo cáo rằng khả năng cứu hộ địa phương của họ đã quá tải và họ cần sự giúp đỡ từ chính phủ quốc gia dưới hình thức hỗ trợ không vận và giúp đỡ từ Lực lượng Bảo vệ Bờ biển Philippines. Sau khi tham dự hội nghị thượng đỉnh ASEAN trực tuyến vào sáng hôm đó, Tổng thống Philippines Rodrigo Duterte đã phát biểu trước quốc dân qua một chương trình phát sóng thu sẵn trên PTV-4, nói rằng ông muốn đến thăm các khu vực bầu cử bị bão làm ảnh hưởng, nhưng ông đã bị các nhân viên an ninh và bác sĩ của mình chặn lại không cho làm như vậy vì rủi ro cho sự an toàn và sức khỏe của ông. Nam diễn viên Jericho Rosales và nhà sáng tạo kỹ thuật số Kim Jones đã sử dụng ván lướt sóng của họ để giải cứu những công dân mắc kẹt ở Marikina.
Thị trường tài chính ở Philippines đóng cửa vào ngày 12 tháng 11 do ảnh hưởng của cơn bão. Tính đến ngày 13 tháng 11 năm 2020, 42 người ở Philippines đã thiệt mạng do Vamco, trong khi 20 người khác vẫn mất tích.

### Việt Nam
Vamco bắt đầu ảnh hưởng đến miền Trung Việt Nam vào ngày 15 tháng 11. Tại một số hòn đảo, trạm khí tượng Cồn Cỏ quan trắc được sức gió mạnh 130 km/h (cấp 12), giật 151 km/h (cấp 14), trạm khí tượng Lý Sơn quan trắc được sức gió mạnh 79 km/h (cấp 9), giật 115 km/h (cấp 11). Bão đổ bộ vào đất liền vào lúc chiều ngày 15 tháng 11, tâm bão đi vào khu vực các tỉnh Hà Tĩnh-Quảng Bình. Trong quá trình bão gây ảnh hưởng đối với đất liền, nhiều trạm tại Bắc Trung Bộ ghi nhận gió mạnh cấp 6-7, một số nơi ghi nhận gió cấp 8-9 giật cấp 11-12. trạm Tân Mỹ (Quảng Bình) ghi nhận gió mạnh 86 km/h (cấp 9), giật 126 km/h (cấp 12), trạm Lăng Cô (Thừa Thiên Huế) và Sơn Trà (Đà Nẵng) ghi nhận gió mạnh cấp 8 giật cấp 10-11. Gió mạnh quật ngã nhiều cây cối, làm hư hại nhiều ngôi nhà ở bốn tỉnh Hà Tĩnh đến Thừa Thiên Huế. Tại Thuận An, Thừa Thiên Huế, sóng mạnh quật vào tàu cá và nhà dân. Tại thành phố Đà Nẵng, triều cường đã phá hủy nhiều kè biển, đồng thời cuốn trôi đá và mảnh vỡ trên bờ, và đường phố. Mất điện ảnh hưởng đến 411.252 khách hàng tại 6 tỉnh miền Trung. 
Tính đến ngày 15 tháng 11 năm 2020, không có trường hợp tử vong nào xảy ra tại Việt Nam liên quan đến Vamco.
| Bão số       | Ảnh vệ tinh | Tên quốc tế                              | Khu vực đổ bộ                | Địa phương tâm bão đi qua  | Thời gian đổ bộ | Khu vực ảnh hưởng tại miền Trung       | Ghi chú                                                                |
| ------------ | ----------- | ---------------------------------------- | ---------------------------- | -------------------------- | --------------- | -------------------------------------- | ---------------------------------------------------------------------- |
| Vùng áp thấp |             | October 2020 Vietnam Tropical Depression | Phú Yên Khánh Hòa            | -                          | 07/10           | Trung Trung Bộ Nam Trung Bộ Tây Nguyên | Khởi đầu đợt mưa lũ                                                    |
| 6            |             | Linfa                                    | Quảng Nam Quảng Ngãi         | Quảng Ngãi                 | 11/10           | Toàn miền Trung Bắc Tây Nguyên         | Đợt lũ thứ nhất Tên bão bị đề nghị loại bỏ                             |
| 7            |             | Nangka                                   | Nam Định Ninh Bình Thanh Hóa | Ninh Bình                  | 14/10           | Bắc Trung Bộ Trung Trung Bộ            | Không trực tiếp đổ bộ Trung Bộ nhưng gián tiếp khởi đầu đợt lũ thứ hai |
| ATNĐ         |             | Ofel                                     | Đà Nẵng Quảng Nam            | Đà Nẵng                    | 16/10           | Bắc Trung Bộ Trung Trung Bộ            | Đợt lũ thứ hai                                                         |
| 8            |             | Saudel                                   | Hà Tĩnh Quảng Bình           | Yếu thành vùng thấp ven bờ | 26/10           | Bắc Trung Bộ                           | Tác động gián tiếp                                                     |
| 9            |             | Molave                                   | Quảng Nam Quảng Ngãi         | Quảng Ngãi                 | 28/10           | Toàn miền Trung Tây Nguyên             | Đợt lũ thứ ba Bão mạnh nhất biển Đông 2020                             |
| 10           |             | Goni                                     | Bình Định Phú Yên            | Yếu thành vùng thấp ven bờ | 06/11           | Trung Trung Bộ Nam Trung Bộ Tây Nguyên | Mở đầu đợt lũ thứ tư                                                   |
| 12           |             | Etau                                     | Phú Yên Khánh Hòa            | Khánh Hòa                  | 10/11           | Trung Trung Bộ Nam Trung Bộ Tây Nguyên | Đợt lũ thứ tư                                                          |
| 13           |             | Vamco                                    | Hà Tĩnh Quảng Bình           | Quảng Bình                 | 15/11           | Bắc Trung Bộ Trung Trung Bộ            | Đợt lũ thứ tư Bão mạnh nhất biển Đông 2020                             |

## Hậu quả

### Philippines
Tính đến 03:00 PHT ngày 14 tháng 11 năm 2020, Hội đồng Quản lý và Giảm thiểu Rủi ro Thiên tai Quốc gia đã báo cáo 32 người chết do bão Vamco , với tổng thiệt hại về cơ sở hạ tầng là 87 triệu USD. Hơn 107.000 cá nhân, bao gồm 41.000 từ Vùng Thủ đô Quốc gia, được yêu cầu cứu hộ vì hơn 105 khu vực đã phải chịu lũ lụt lớn.

#### Lũ lụt do sông
Sông Marikina lên vượt qua mực nước mà cơn bão Ketsana đạt được vào năm 2009, mang theo lượng mưa lớn và gây ra lũ lụt nghiêm trọng. Đến 11 giờ 00 phút ngày 12 tháng 11, mực nước sông đã lên mức 22 mét (72 ft), nhấn chìm hầu hết các khu vực của thành phố trong nước lũ, theo Văn phòng Thông tin Công cộng Marikina. Thị trưởng thành phố Marikina, Marcy Teodoro, tuyên bố thành phố đang trong tình trạng thiên tai do lũ lụt lớn do bão mang lại. Các nhà khoa học chính phủ và các nhà bảo tồn trong lĩnh vực vận động chính sách cảnh báo rằng lũ lụt trên sông Marikina là hậu quả của việc phá rừng nghiêm trọng ở Thượng lưu Marikina ở tỉnh Rizal, nơi khai thác gỗ bất hợp pháp, khai thác đá bất hợp pháp và đào đất tiếp tục là một vấn đề.
Tại Pampanga, 86 ngôi làng đã trải qua lũ lụt do sông Pampanga bị bồi lấp.

#### Lũ lụt do đập
Các đập ở các khu vực bị ảnh hưởng, bao gồm Đập La Mesa, Đập Angat, Đập Binga, Đập Magat, Đập Ipo và Đập Caliraya, đã đạt mức nước tối đa vào ngày 12 tháng 11, buộc chúng phải bắt đầu xả nước.
Đến ngày 13/11, nước tiếp tục dâng cao buộc đập Magat phải tiếp tục xả nước. Do đập tràn trực tiếp vào sông Cagayan, nhiều thị trấn ven sông đã trải qua lũ lụt lớn. Chính quyền các địa phương liên tục tiến hành các hoạt động cứu hộ trong khu vực của họ nhưng đã hết trang thiết bị và nhân lực để cứu hộ. Do có rất ít phương tiện truyền thông đưa tin về lũ lụt trong khu vực, người dân đã sử dụng mạng xã hội để yêu cầu chính phủ quốc gia cứu hộ. Nước dưới Cầu Buntun cao 13 mét, ngập lân cận barangay lên đến mái nhà. Các nỗ lực cứu hộ tiếp tục diễn ra vào đầu giờ sáng ngày 14 tháng 11, nhưng tầm nhìn giới hạn khiến các nỗ lực cứu hộ trên không không thể thực hiện được cho đến khi trời sáng.